# Helen Glover
Helen Rachel Mary Glover (Truro, 17 de junho de 1986) é uma remadora britânica, bicampeã olímpica.

## Carreira
Glover competiu nos Jogos Olímpicos de 2012 e 2016, sagrando-se campeã olímpica em ambas as participações, ao lado de Heather Stanning na prova do dois sem.